# 1840 dans les chemins de fer
Chronologie des chemins de fer
1839 dans les chemins de fer - 1840 - 1841 dans les chemins de fer

## Évènements
- 17 mars : la locomotive « Firefly » atteint la vitesse record de 80 km/h entre Twyford et Londres[1]

- 28 juin.  France :   ordonnance du Roi portant autorisation de la Compagnie du chemin de fer de Paris à Rouen.

- 15 juillet, France : loi qui modifie quelques-unes des lois précédentes sur les chemins de fer. Elle accorde un prêt de 12,6 millions à la compagnie du chemin de fer de Strasbourg à Bâle et une garantie d’intérêt minimal de 4 % aux actionnaires du chemin de fer Paris-Orléans.

- 15 août.  Belgique :   ouverture du raccordement d'Anvers à l'Escaut, partie de la ligne de Bruxelles à Anvers et raccordements (administration des chemins de fer de l'état).
- 19 août.  France :   inauguration de la section de Nîmes à Alès, sur la ligne de Saint-Germain-des-Fossés à Nîmes-Courbessac.

- 10 septembre.  France :   ouverture de la ligne de Paris-Montparnasse à Versailles-Rive-Gauche par la Compagnie du chemin de fer de Paris, Meudon, Sèvres et Versailles (RG).
- 20 septembre.  France :   ouverture de la ligne de Paris-Austerlitz à Corbeil-Essonnes par la compagnie du PO.

- Les gouvernements italiens prennent l’initiative de la construction de chemins de fer et d’encourager le développement industriel. Ligne Milan-Monza.
- Le saint-simonien Prosper Enfantin est nommé directeur de la ligne de chemin de fer de Lyon, à l’origine du réseau PLM.

## Statistiques
- France continentale : 497 km de voies ferrées, chemins de fer d'intérêt général et local, chemins de fer industriels et tramways, sont en exploitation[2].

## Naissances
- x

## Décès
- x